# M.A.S.H. (film)
MASH je ameriški protivojni film. To je satira, posneta leta 1970. Režiral jo je Robert Altman po romanu Richarda Hookerja. Dogajanje se vrti okoli skupine šaljivih zdravnikov, ki zdravijo vojake med korejsko vojno. Uspeh filma je sprožil snemanje istomenske serije.